# Kronsztadt (1894)
Kronsztadt (ros. Кронштадт) – rosyjski okręt warsztatowy i transportowy z okresu I wojny światowej i wojny domowej, poprzednio niemiecki liniowiec pasażerski Phoenicia, zbudowany w 1894 roku. Od 1921 roku służył jako francuski okręt warsztatowy Vulcain
W 1894 r. w stoczni Blohm & Voss w Hamburgu na zamówienie Hamburg America Line został wybudowany pasażersko-towarowy statek parowy pod nazwą "Phoenicia". W styczniu 1895 r. rozpoczął rejsy pasażerskie na linii transatlantyckiej Hamburg - Le Havre - Nowy Jork. Pod koniec października 1904 r. został sprzedany Rosji. Otrzymał nazwę "Kronsztadt". 25 maja 1905 r. został zmobilizowany i włączony w skład Floty Czarnomorskiej. Na początku czerwca 1906 r. zdemobilizowano go. 3 maja 1907 r. ponownie został zmobilizowany. Pełnił funkcję pływającego warsztatu w porcie w Sewastopolu. W połowie grudnia 1917 r. załoga statku przeszła na stronę bolszewików. Na początku maja 1918 r. statek zajęli Niemcy, włączając go do swojej marynarki wojennej pod nazwą "Fleiss". W listopadzie tego roku opanowali go biali, przywracając nazwę "Kronsztadt", zaś w grudniu alianccy interwenci. W kwietniu 1919 r. statek został zwrócony białym. W połowie listopada 1920 r. wraz z pozostałymi statkami ewakuowano go do Bizerty, gdzie został internowany przez Francuzów. Na początku lipca 1921 r. Francuzi zarekwirowali go, gdyż doszły do nich fałszywe informacje, że na pokładzie statku jest zapas złota gen. Piotra N. Wrangla. Pod nazwą "Vulcain" wszedł w skład francuskiej marynarki wojennej. Bazował w porcie w Tulonie jako statek remontowy. W 1937 r. został oddany na złom.